# Mayflower (raccolta di racconti)
Mayflower è una raccolta di racconti di Harriet Beecher Stowe, pubblicato nel 1843.

## Racconti
- Love versus Law
- The Tea-rose
- Trials of a Housekeeper
- Little Edward
- Let Every Man Mind His Own Business
- Cousin William
- Uncle Tim
- Aunt Mary
- Frankness
- The Sabbath
- So many Calls
- The Canal-boat
- Feeling
- The Sempstress
- Old Father Morris